# يوليان ريديل
يوليان ريديل (بالألمانية: Julian Riedel)‏ (10 أغسطس 1991 بليفركوزن في ألمانيا - ) هو لاعب كرة قدم ألماني في مركز الوسط. لعب مع إرتسغيبيرغه آوه وباير 04 ليفركوزن وBayer 04 Leverkusen II ‏ ونادي بروسيا مونستر.

## روابط خارجية
- يوليان ريديل على موقع قاعدة بيانات كرة القدم.إي يو (الإنجليزية)
- يوليان ريديل على موقع بيانات كرة القدم. دي إي (الألمانية)
- يوليان ريديل على موقع Soccerway.com (الإنجليزية)
- يوليان ريديل على موقع عالم كرة القدم.نت (الإنجليزية)
- يوليان ريديل على موقع AS.com (الإسبانية)